# درخت چوب‌پنبه‌ای استرالیا
درخت چوب‌پنبه‌ای استرالیا (نام علمی: Duboisia) نام یک سرده از تیره بادنجانیان است.